# Малколм Икс
Малколм Икс (рођен као Малколм Литл, касније ел-Хаџ Малик ел-Шабаз; 19. мај 1925 — 21. фебруар 1965) био је афроамерички револуционар, муслимански свештеник и активиста за људска права који је био истакнута фигура током покрета за грађанска права до његовог атентата 1965.
Као портпарол Исламске нације (НОИ) до 1964, био је гласан заговорник оснаживања црнаца и промоције ислама у афроамеричкој заједници. Малколм Икс је такође надалеко позната личност у афроамеричким и муслиманским заједницама због своје потраге за расном правдом, али и контроверзна личност оптуживана за проповедање насиља.
Малколм је своју адолесценцију провео живећи у низу хранитељских домова или са рођацима након очеве смрти и хоспитализације његове мајке. Починио је разна кривична дела, осуђен је 1946. на 8 до 10 година затвора због крађе и провале. У затвору се придружио Исламској нацији, усвојивши име Малколм Икс како би симболизовао своје непознато презиме афричких предака, док је одбацио „име белог господара робова 'Мали'”. Након условног пуштања на слободу 1952. године, брзо је постао један од најпознатијих у организацији и утицајни вођа. Био је јавно лице организације 12 година, заговарајући оснаживање црнаца и раздвајање црних и белих Американаца, критикујући Мартина Лутера Кинга млађег и мејнстрим покрет за грађанска права због нагласка на ненасиљу и расној интеграцији. Малколм Икс је такође изразио понос на нека од достигнућа Исламске нације у области социјалне заштите, као што је њен бесплатни програм рехабилитације од дрога. Од 1950-их па надаље, Малколм Икс је био подвргнут надзору Федералног истражног бироа (ФБИ).
Током 1960-их, Малколм Икс је почео да се разочарава у Исламску нацију, као и у њеног вођу, Елајџу Мухамеда. Касније је прихватио сунитски ислам и покрет за грађанска права након што је завршио хаџ у Меки и постао познат као "ел-Хаџ Малик ел-Шабаз", што се отприлике преводи као "Ходочасник Малколм Патријарх". Након кратког периода путовања по Африци, он се јавно одрекао Исламске нације и основао Исламску муслиманску џамију (ММИ) и Панафричку организацију афроамеричке уније (ОААУ). Током 1964. његов сукоб са Исламском нацијом се интензивирао и више пута су му слате претње смрћу. 21. фебруара 1965. убијен је у Њујорку. Три члана Исламске анције оптужена су за убиство и осуђена на неодређене доживотне казне. 2021. године укинуте су две пресуде. Спекулације о атентату и да ли су га осмислили или помогли водећи или додатни чланови Нације, или са агенцијама за спровођење закона, трају деценијама.
Постхумно му је додељен Дан Малколма Икса, на који се обележава у разним градовима широм Сједињених Држава. Стотине улица и школа у САД преименоване су у његову част, док је дворана Аудубон, место његовог убиства, делимично преуређена 2005. како би се сместио Меморијални и образовни центар Малколма Икса и његове жене Бети Шабаз. Постхумна аутобиографија, на којој је сарађивао са Алекс Хејли, објављена је 1965. године.

## Атентат
19. фебруара 1965, Малколм Икс је рекао интервјуеру Гордону Парксу да Нација ислама активно покушава да га убије. 21. фебруара 1965. спремао се да се обрати ОААУ у дворани Аудубон на Менхетну када је неко из публике од 400 људи викнуо:  „Црњо! Вади руку из мог џепа!“
Док су Малколм Икс и његови телохранитељи покушавали да угуше неред, један човек је појурио напред и једном га упуцао у груди сачмарицом, а друга два мушкарца су јуришала на бину пуцајући из полуаутоматских пиштоља. Малколм Икс је проглашен мртвим у 15:30, убрзо по доласку у Презбитеријанску болницу Колумбија. Обдукцијом је идентификована 21 прострелна рана на грудима, левом рамену, рукама и ногама, укључујући десет прострелних рана од првобитне пуцњаве из пушке.
Једног наоружаног нападача, припадника Нације ислама Талмаџа Хејера (познатог и као Томас Хаган), гомила је претукла пре доласка полиције. Сведоци су остале наоружане људе идентификовали као чланове Нације, Нормана "3Х" Батлера и Томаса "15Х" Џонсона. Сва тројица су у марту 1966. осуђени за убиство и осуђени на доживотну робију.
На суђењу, Хејер је признао, али је одбио да идентификује друге нападаче осим што је рекао да то нису Батлер и Џонсон. Године 1977. и 1978. потписао је изјаве под заклетвом којима је поново потврдио Батлерову и Џонсонову невиност, наводећи четири друга члана Њуаркове џамије бр. 25 као учеснике у убиству или његовом планирању. Ове изјаве под заклетвом нису довеле до поновног отварања предмета.
Батлер, данас познат као Мухамед Абдул Азиз, пуштен је на условну слободу 1985. и постао је шеф џамије Исламске нације 1998. године; он остаје при својој невиности. У затвору, Џонсон, који је променио име у Калил Ислам, одбацио је учење нације и прешао на сунитски ислам. Пуштен 1987. године, држао се тога да је невин до своје смрти у августу 2009. године. Хајер, који је такође одбацио учења нације док је био у затвору и такође прешао у сунитски ислам, је данас познат као Муџахид Халим. Условно је пуштен 2010. године.
Године 2021. Мухамед Абдул Азиз и Калил Ислам (раније Норман "3Х" Батлер и Томас "15Х" Џонсон) ослобођени су осуда за убиство, након ревизије која је утврдила да су ФБИ и њујоршка полиција задржали кључне доказе током суђења. Азиз је 14. јула 2022. поднео тужбу Окружном суду САД у Бруклину против града Њујорка, тражећи одштету од 40 милиона долара у вези са његовим незаконитим затварањем.
Лес Пејн и Тамара Пејн, у својој биографији награђеној Пулицеровом наградом, The Dead Are Arising: The Life of Malcolm X, тврде да су атентатори били припадници Исламске нације у Њуарку, Њу Џерси џамији: Вилијам "25Х" (познат и као Вилијам Бредли), ко је пуцао из пушке; Леон Давис; и Томас Хејер.

### Сахрана
Јавном гледању, од 23. до 26. фебруара у Погребном заводу у Харлему, присуствовало је око 14.000 до 30.000 ожалошћених. За сахрану 27. фебруара, постављени су звучници за преплављену гомилу испред храма вере Цркве Божје у Христу у Харлему са хиљаду седишта, а локална телевизијска станица је преносила службу уживо.
Међу лидерима за грађанска права који су присуствовали били су Џон Луис, Бајард Растин, Џејмс Форман, Џејмс Фармер, Џеси Греј и Ендру Јанг. Глумац и активиста Ози Дејвис одржао је хвалоспев, описујући Малколма Икса као „нашег блиставог црног принца ... који није оклевао да умре јер нас је толико волео“:
| „ | Има оних који ће сматрати својом дужношћу, као пријатељи црног народа, да нам кажу да га грдимо, да бежимо, чак и од присуства сећања на њега, да се спасемо исписујући га из историје нашег турбулентног времена. Многи ће се запитати шта Харлем поштује у овом бурном, контроверзном и смелом младом капетану, али ми ћемо се осмехнути. Многи ће рећи одвратите се од овог човека, јер он није човек већ демон, чудовиште, субвертер и непријатељ црног човека, али ми ћемо се осмехнути. Рећи ће да је он фанатик мржње, расиста који може само да донесе зло ствари за коју се борите! А ми ћемо одговорити и рећи им: Да ли сте икада разговарали са братом Малколмом? Да ли сте га икада додирнули или вам се осмехнуо? Да ли сте га икада заиста слушали? Да ли је икада урадио подлу ствар? Да ли је и он сам икада био повезан са насиљем или било каквим узнемиравањем јавности? Јер да јесте, познавали бисте га. А да га познајете, знали бисте зашто га морамо одати почаст.... И, одајући му почаст, поштујемо оно најбоље у себи. | ” |

Малколм Икс је сахрањен на гробљу Фернклиф у Хартсдејлу, Њујорк. Пријатељи су узели лопате гробара да сами заврше сахрану.
Глумац и активиста Руби Ди и Хуанита Поатје (супруга Сиднеја Поатјеа) основали су Комитет забринутих мајки како би прикупили новац за дом за његову породицу и образовање његове деце.

### Реакције
Реакције на убиство Малколма Икса биле су различите. У телеграму Бети Шабаз, Мартин Лутер Кинг млађи је изразио своју тугу због „шокантног и трагичног убиства вашег мужа.“
| „ | Иако се нисмо увек слагали око метода за решавање расног проблема, увек сам имао дубоку наклоност према Малколму и осећао сам да је имао велику способност да стави прст на постојање и корен проблема. Био је елоквентан гласноговорник свог гледишта и нико не може искрено сумњати да је Малколм имао велику забринутост за проблеме са којима се суочавамо као раса. | ” |

Елајџа Мухамед је рекао на годишњој конвенцији Спасовданског дана 26. фебруара да је „Малколм Икс добио управо оно што је проповедао“, али је негирао било какву умешаност у убиство. „Нисмо хтели да убијемо Малколма и нисмо покушали да га убијемо“, рекао је Мухамед, додајући „Знамо да би га таква незналачка, будаласта учења довела до сопственог краја“.
Писац Џејмс Болдвин, који је био пријатељ Малколма Икса, био је у Лондону када је чуо вест о атентату. Он је са огорчењем реаговао на новинаре који су га интервјуисали, вичући: „Успео си! Због тебе — људи који су створили ову белу надмоћ — тај човек је мртав. Ниси крив, али си то урадио.... Ваши млинови, ваши градови, ваше силовање континента су све ово започели.“
Њујорк пост је писао да су „чак и његови најоштрији критичари препознали његову бриљантност“ који је „многе праве дарове претворио у злу сврху“ и да је његов живот био „чудан и сажаљиво потрошен.“ Тајм га је назвало „демагогом без стида“ чија је „вера била насиље“.
У Кини, People's Daily описао је Малколма Иксас као мученика којег су у Сједињеним Државама убили „владајући кругови и расисти“; Његово убиство, пише лист, показало је да „у суочавању са империјалистичким угњетачима, насиље се мора суочити са насиљем“. Guangming Daily, такође објављен у Пекингу, наводи да је „Малколм убијен зато што се борио за слободу и једнака права“. На Куби, El Mundo је описао атентат као „још један расистички злочин који треба искоренити насиљем против дискриминације.“
У седмичној колумни коју је писао за New York Amsterdam News, Кинг је размишљао о Малколму Иксу и његовом убиству:
| „ | Малколм Икс је дошао до изражаја као јавна личност делимично као резултат ТВ документарца под насловом The Hate that Hate Produced. Тај наслов указује на природу Малколмовог живота и смрти. Малколм Икс је очигледно био производ мржње и насиља уложених у црнчево покварено постојање у овој нацији... У његовој младости није било наде, није било проповедања, учења или покрета ненасиља... То је сведочанство Малколмове личне дубине и интегритета да он није могао да постане цар подземља, већ да се изнова и изнова окретао религији за смисао и судбину. Малколм се још увек окретао и растао у време свог бруталног и бесмисленог убиства... Као и убиство Лумумбе, убиство Малколма Икса лишава свет потенцијално великог вође. Нисам могао да се сложим ни са једним од ових људи, али сам у њима могао да видим способност лидерства коју могу да поштујем и која је тек почела да сазрева у расуђивању и државничком духу. | ” |

### Наводи о завери
За неколико дана јавно се расправљало о питању ко је сносио одговорност за атентат. 23. фебруара, Џејмс Фармер, лидер Конгреса расне једнакости, објавио је на конференцији за новинаре да су криви локални дилери дроге, а не Нација ислама. Други су оптужили НИПД, ФБИ или ЦИА, наводећи недостатак полицијске заштите, лакоћу са којом су атентатори ушли у дворану Аудубон и неуспех полиције да сачува место злочина. Ерл Грант, један од сарадника Малколма Икса који је присуствовао атентату, касније је написао:
Отприлике пет минута касније, одиграла се најневероватнија сцена. У салу је ушетало десетак полицајаца. Шетали су отприлике брзином која би се очекивала од њих да су патролирали мирним парком. Чинило се да нису били нимало узбуђени или забринути због околности.

Једва сам веровао својим очима. Ево њујоршких полицајаца који улазе у просторију из које се чуло најмање десетак пуцњева, а нико од њих није извукао пиштољ! Апсолутно, неки од њих су чак имали руке у џеповима.
Током 1970-их, јавност је сазнала за COINTELPRO и друге тајне ФБИ програме основане да инфилтрирају и ометају организације за грађанска права током 1950-их и 1960-их. Луис Ломакс је написао да је Џон Али, национални секретар Нације ислама, био бивши агент ФБИ. Малколм Икс је поверио новинару да је Али појачао тензије између њега и Елајџе Мухамеда и да сматра Алија својим „архинепријатељем“ у вођству Нације ислама. Али је имао састанак са Талмаџом Хејром, једним од мушкараца осуђених за убиство Малколма Икса, ноћ пре убиства. Породица Шабаз је међу онима који су оптужили Луиса Фаракана за умешаност у убиство Малколма Икса. Чинило се да је у говору из 1993. Фаракан признао могућност да је Исламска нација одговорна:
Да ли је Малколм био ваш издајник или наш? А ако смо ми с њим поступали као што народ поступа са издајником, шта се то тебе тиче? Нација мора да буде у стању да се носи са издајницима, колцима и превртљивцима.
У интервјуу за 60 минута који је емитован током маја 2000. године, Фарахан је изјавио да су неке ствари које је рекао можда довеле до убиства Малколма Икса. „Можда сам био саучесник у речима које сам изговорио“, рекао је, додајући „Признајем то и жалим што је било која реч коју сам рекао проузроковала губитак живота.” Неколико дана касније Фарахан је негирао да је он наредио атентат на Малколма Икса, иако је поново признао да је „створио атмосферу која је на крају довела до његовог убиства“.
Није постигнут консензус о томе ко је одговоран за атентат. У августу 2014. покренута је онлајн петиција која користи механизам за онлајн петиције Беле куће како би позвала владу да објави, без измена, све датотеке које још увек поседују у вези са убиством Малколма Икса. У јануару 2019, чланови породица Малколма Икса, Џона Ф. Кенедија, Мартина Лутера Кинга млађег и Роберта Ф. Кенедија били су међу десетинама Американаца који су потписали јавну изјаву у којој су позвали на формирање комисије за истину и помирење да убеде Конгрес или Министарство правде да преиспита убиства сва четири лидера током 1960-их.
Конференција за штампу 21. фебруара 2021. којој су присуствовале три ћерке Малколма Икса и чланови породице преминулог полицајца на тајном задатку њујоршке полиције Рејмонда Вуда објавила је његово овлашћено постхумно писмо у којем се делимично наводи: „Речено ми је да охрабрим лидере и чланове група за грађанска права да почине кривична дела“. The Guardian извештава да су „хапшења спречила двојицу мушкараца да управљају обезбеђењем врата у дворани Аудубон Баллроом у Вашингтон Хајтсу на дан пуцњаве, према писму.“ Дана 26. фебруара 2021, ћерка Рејмонда Вуда, Кели Вуд, изјавила је да је писмо представљено на конференцији за новинаре 21. фебруара лажно. Кели Вуд је изјавила да је писмо креирао њен рођак Реџи Вуд за пажњу и продају књига.
Почетком 2023. године, чланови породице Малколма Икса рекли су да ће поднети тужбу против ЦИА-е, ФБИ-а, њујоршке полиције и других у износу од 100 милиона долара због наводног прикривања доказа у вези са атентатом и наводне умешаности у њега. Адвокат који заступа породицу је Бенџамин Крамп. У новембру 2024. године, три ћерке Малколма Икса поднеле су тужбу Федералном суду на Менхетну.

## Објављена дела
- The Autobiography of Malcolm X. With the assistance of Alex Haley. New York: Grove Press, 1965. OCLC 219493184.
- Malcolm X Speaks: Selected Speeches and Statements. George Breitman, ed. New York: Merit Publishers, 1965. OCLC 256095445.
- Malcolm X Talks to Young People. New York: Young Socialist Alliance, 1965. OCLC 81990227.
- Two Speeches by Malcolm X. New York: Pathfinder Press, 1965. OCLC 19464959.
- Malcolm X on Afro-American History. New York: Merit Publishers, 1967. OCLC 78155009.
- The Speeches of Malcolm X at Harvard. Archie Epps, ed. New York: Morrow, 1968. OCLC 185901618.
- By Any Means Necessary: Speeches, Interviews, and a Letter by Malcolm X. George Breitman, ed. New York: Pathfinder Press, 1970. OCLC 249307.
- The End of White World Supremacy: Four Speeches by Malcolm X. Benjamin Karim, ed. New York: Monthly Review Press, 1971. OCLC 149849.
- Bruce Perry, (ур.). The Last Speeches. ISBN 978-0-87348-543-2. New York: Pathfinder Press, 1989. .
- Malcolm X Talks to Young People: Speeches in the United States, Britain, and Africa. ISBN 978-0-87348-962-1.. Steve Clark, ed. New York: Pathfinder Press, 1991. .
- Steve Clark,, ур. (1992). February 1965: The Final Speeches. ISBN 978-0-87348-749-8. New York: Pathfinder Press, 1992. .
- Herb Boyd and Ilyasah Shabazz, (ур.). The Diary of Malcolm X: 1964. ISBN 978-0-88378-351-1. Chicago: Third World Press, 2013. .